# Кіптівська сільська рада
Кі́птівська сільська́ ра́да — адміністративно-територіальна одиниця та орган місцевого самоврядування в Козелецькому районі Чернігівської області. Адміністративний центр — село Кіпті.
3 вересня 2015 року увійшла до Кіптівської сільської громади шляхом об'єднання із наколишніми сусідніми сільрадами.

## Загальні відомості
- Населення ради: 713 особи (станом на 2001 рік)

## Населені пункти
Сільській раді були підпорядковані населені пункти:
- с. Кіпті

## Склад ради
Рада складалася з 12 депутатів та голови.
- Голова ради: Кучма Володимир Володимирович
- Секретар ради: Кучма Віта Миколаївна

### Керівний склад попередніх скликань
| Прізвище, ім'я, по батькові   | Основні відомості                                                 | Дата обрання | Дата звільнення |
| ----------------------------- | ----------------------------------------------------------------- | ------------ | --------------- |
| Кучма Володимир Володимирович | Сільський голова, 1958 року народження, освіта вища, безпартійний | 26.03.2006   | 31.10.2010      |
| Кучма Володимир Володимирович | Сільський голова, 1958 року народження, освіта вища, безпартійний | 31.10.2010   |                 |

Примітка: таблиця складена за даними сайту Верховної Ради України

### Депутати
За результатами місцевих виборів 2010 року депутатами ради стали:

#### За суб'єктами висування
| Суб'єкт висування                                       | Кількість обраних депутатів | %    |
| ------------------------------------------------------- | --------------------------- | ---- |
| Народна партія                                          | 4                           | 33,3 |
| Партія регіонів                                         | 4                           | 33,3 |
| Політична партія Всеукраїнське об'єднання «Батьківщина» | 2                           | 16,7 |
| Комуністична партія України                             | 1                           | 8,3  |
| Українська Народна Партія                               | 1                           | 8,3  |

#### За округами
| № округу                                                | Прізвище, ім'я, по батькові   | Дата визнання обраним | Освіта             | Партійна приналежність | Відомості про обраного депутата                         |
| ------------------------------------------------------- | ----------------------------- | --------------------- | ------------------ | ---------------------- | ------------------------------------------------------- |
| Комуністична партія України                             |                               |                       |                    |                        |                                                         |
| 2                                                       | Хоменко Тетяна Вікторівна     | 01.11.2010            | середня спеціальна | позапартійна           | ПОСП «Кіпті», завідувачка складом                       |
| Народна Партія                                          |                               |                       |                    |                        |                                                         |
| 4                                                       | Пінчук Олександра Василівна   | 01.11.2010            | середня спеціальна | позапартійна           | маркет «Лісовий», продавець                             |
| 6                                                       | Божок Володимир Терентійович  | 01.11.2010            | середня            | позапартійний          | Горбачівське лісництво, майстер                         |
| 9                                                       | Кучма Віта Миколаївна         | 01.11.2010            | вища               | позапартійна           | Кіптівська сільська рада, секретар                      |
| 10                                                      | Ющенко Світлана Володимирівна | 01.11.2010            | вища               | позапартійна           | Лемешівська загальноосвітня школа, вчитель              |
| Партія регіонів                                         |                               |                       |                    |                        |                                                         |
| 3                                                       | Ткаченко Валентина Василівна  | 01.11.2010            | вища               | позапартійна           | Кіптівська загальноосвітня школа, директор              |
| 5                                                       | Шумар Валентина Петрівна      | 01.11.2010            | середня спеціальна | позапартійна           | Кіптівська сільська рада, касир                         |
| 7                                                       | Шовкун Марія Олексіївна       | 01.11.2010            | середня спеціальна | позапартійна           | Кіптівський фельдшерсько-акушерський пункт, завідувачка |
| 8                                                       | Пузирна Віра Миколаївна       | 01.11.2010            | вища               | позапартійна           | Кіптівська сільська рада, землевпорядник                |
| Політична партія Всеукраїнське об'єднання «Батьківщина» |                               |                       |                    |                        |                                                         |
| 1                                                       | Каплун Надія Володимирівна    | 01.11.2010            | середня            | позапартійна           | маркет «Лісовий», завідувачка                           |
| 12                                                      | Чолован Галина Львівна        | 01.11.2010            | середня спеціальна | позапартійна           | КМДБ «Берізка», медсестра                               |
| Українська Народна Партія                               |                               |                       |                    |                        |                                                         |
| 11                                                      | Лось Галина Андріївна         | 01.11.2010            | вища               | позапартійна           | Кіптівська загальноосвітня школа, вчитель               |